# Astrolabe (fartyg)
Astrolabe (franska: L'Astrolabe) är ett franskt statligt försörjningsfartyg för Antarktis.
Astrolabe är det tredje fartyget i rad som logistikfartyg för Frankrikes närvaro i Antarktis. Astrolobe ersatte 2017 de två tidigare försörjningsfartygen L'Albatros från 1966 och L'Astrolabe från 1986. Det ägs och drivs av Franska sydterritoriernas prefektur i Réunion, Frankrikes polarinstitut Paul-Émile Victor och Frankrikes flotta tillsammans.
En huvuduppgift för Astrolabe är att försörja forskningsstationerna Dumont D'Urville och Concordia, huvudsakligen genom transport av gods och passagerare mellan Hobart på Tasmanien och Antarktis. Fartyget kan transportera 14 tjugofotscontainers i lastrummet och 40 på däcket. Sammanlagt fraktkapacitet är 1.400 ton. Det kan medföra två helikoptrar.
Fartyget ska kunna bryta 80 centimeter tjock is i 2 knops fart.